# Luca Longhi

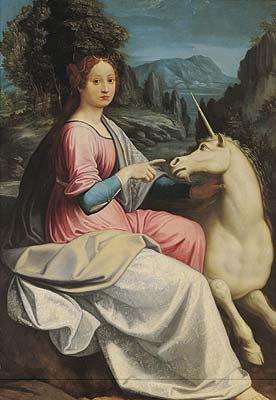
Kvinnan och enhörningen.

Luca Longhi, född den 14 januari 1507 i Ravenna, död där den 12 augusti 1580, var en italiensk målare av Bolognaskolan. Han var far till Barbara Longhi.
Longhi arbetade mest i sin fädernestad, där arbeten finns av honom i flera kyrkor, utmärkande sig för den ålderdomliga uppfattning, som tillhörde Francesco Francia i Bologna, men med ett uttryck av vek fromhet. Hans bästa arbete är Bröllopet i Kana i kamaldulensernas refektorium, målat 1563 med biträde av dottern Barbara och sonen Francesco.